# Ion Panțuru
Ion Panțuru (Comarnic 1934. szeptember 11. – Ploiești, 2016. január 17.) olimpiai bronz-, világbajnoki ezüstérmes, Európa-bajnok román bobversenyző.

## Pályafutása
Kezdetben labdarúgással és síeléssel foglalkozott. A másodosztályú Carpați Sinaia csapatában kapusként játszott. 1959-ben váltott a bobversenyzésre.
1964 és 1976 között négy olimpián vett részt. Az 1968-as grenoble-i olimpián kettesbobban Nicolae Neagoéval bronzérmes szerzett, négyesbobban a negyedik helyen végzett a társaival. A téli olimpiák történetében ez az egyetlen érem, amit Románia szerzett. A világbajnokságokon egy-egy ezüst- és bronzérmet szerzett. 1967-ben és 1971-ben négyesbobban Európa-bajnok lett társaival. Ezenkívül négy ezüst- és egy bronzérmet szerzett az Európa-bajnokságokon.

## Sikerei, díjai
- Olimpiai játékok – férfi kettes
  - bronzérmes: 1968, Grenoble
- Világbajnokság – férfi kettes
  - ezüstérmes: 1969
  - bronzérmes: 1973
- Európa-bajnokság
  - aranyérmes (2): 1967, 1971 (férfi négyes)
  - ezüstérmes (4): 1967 (férfi kettes), 1968 (férfi négyes), 1969 (férfi kettes és négyes)
  - bronzérmes: 1970 (férfi négyes)